# Thaumastoptera nilgiriensis
Thaumastoptera nilgiriensis är en tvåvingeart som beskrevs av Alexander 1951. Thaumastoptera nilgiriensis ingår i släktet Thaumastoptera och familjen småharkrankar. Inga underarter finns listade i Catalogue of Life.